# Who Wears These Shoes?
Who Wears These Shoes? è un brano scritto ed interpretato dall'artista britannico Elton John; il testo è di Bernie Taupin.

## Il brano
Proveniente dall'album del 1984 Breaking Hearts (ne costituisce la terza traccia), si presenta come un brano ritmato, di stampo pop rock. Ad accompagnare Elton è la band del periodo d'oro della sua carriera, formata dal bassista Dee Murray, dal chitarrista Davey Johnstone e dal batterista Nigel Olsson. Il testo di Bernie significa Chi Ha Preso Il Mio Posto? e parla di una storia d'amore finita male: il protagonista è angosciato, non conoscendo l'identità del nuovo amore della sua ex. Nel videoclip, è Elton ad interpretare il ruolo del personaggio principale, inseguendo per tutto il tempo una ragazza accompagnata dal suo nuovo fidanzato. Particolare curioso, John appare nel video sia con i suoi inseparabili occhiali (questa volta a forma di cuore) che senza.
Who Wears These Shoes? fu distribuita come singolo (7") nel 1984 (subito dopo Passengers) e, pur conseguendo una #50 nel Regno Unito, si posizionò al sedicesimo posto nella classifica statunitense Billboard Hot 100. Sul 12" si trova una versione remix (extended version).